# Sommer-Paralympics 2024/Rollstuhltennis
Bei den Sommer-Paralympics 2024 in Paris wurden in insgesamt sechs Wettbewerben im Rollstuhltennis Medaillen vergeben. Die Entscheidungen fielen zwischen dem 30. August und 7. September 2024 im Stade Roland Garros.

## Überschneidung mit US Open
Auf Grund terminlicher Überschneidungen der Sommer-Paralympics 2024 mit den US Open 2024 (26. August bis 8. September 2024) fanden keine Rollstuhlwettbewerbe bei den US Open 2024 statt. Die United States Tennis Association (USTA) hatte beschlossen, den Spielern, die über eine Direktzulassung für die US Open angemeldet worden wären, eine Förderung zukommen zu lassen, damit diese Spieler als Entschädigung den Gegenwert des Preisgeldes erhielten. Verteilt wurden 1,4 Millionen Dollar.
Die Rollstuhlwettbewerbe der Junioren und Juniorinnen, die bei Sommer-Paralympics nicht ausgetragen werden, fanden dagegen bei den US Open 2024 statt.

## Klassifizierung
Die Sportlerinnen und Sportler wurden in zwei Kategorien eingeteilt:
- „Open“: offene Klasse für Personen mit Einschränkungen der unteren Gliedmaßen.
- „Quad“: Quad-Klasse für Personen mit Einschränkungen bei den unteren und oberen Gliedmaßen.[3]

## Qualifikation
Ein Nationales Paralympisches Komitee (NPC) konnte insgesamt maximal elf Qualifikationsplätze belegen:
- vier männliche und weibliche Athleten in Herren- und Damen-Einzelwettbewerben.
- drei Athleten in Quads-Einzelwettbewerben.
- zwei Herren- und Damenteams in den Doppelwettbewerben.
- ein Team in den Quads-Doppelwettbewerben.

Die Qualifikationsplätze wurden den einzelnen Athleten zugeteilt, nicht dem NPC. Alle Athleten mussten außerdem eine offizielle Platzierung in der Weltrangliste im Rollstuhltennis-Einzel haben und mindestens zwei Jahre lang zwischen 2021 und 2024 Teil eines nominierten Teams bei einem World-Team-Cup-Event gewesen sein, eines davon musste entweder 2023 oder 2024 stattgefunden haben.

## Ergebnisse

### Männer

#### Einzel
| Platz | Land           | Spieler             |
| ----- | -------------- | ------------------- |
| 1     | Japan          | Tokito Oda          |
| 2     | Großbritannien | Alfie Hewett        |
| 3     | Argentinien    | Gustavo Fernández   |
| 4     | Spanien        | Martín de la Puente |
| 5     | Großbritannien | Gordon Reid         |
| 5     | Frankreich     | Stéphane Houdet     |
| 5     | Niederlande    | Ruben Spaargaren    |
| 5     | Niederlande    | Tom Egberink        |

#### Doppel
| Platz | Land           | Spieler                                 |
| ----- | -------------- | --------------------------------------- |
| 1     | Großbritannien | Alfie Hewett Gordon Reid                |
| 2     | Japan          | Takuya Miki Tokito Oda                  |
| 3     | Spanien        | Daniel Caverzaschi Martín de la Puente  |
| 4     | Frankreich     | Frédéric Cattaneo Stéphane Houdet       |
| 5     | Niederlande    | Ruben Spaargaren Maarten ter Hofte      |
| 5     | Niederlande    | Tom Egberink Maikel Scheffers           |
| 5     | Südkorea       | Han Sung-bong Im Ho-won                 |
| 5     | Brasilien      | Gustavo Carneiro Silva Daniel Rodrigues |

### Frauen

#### Einzel
| Platz | Land        | Spielerin       |
| ----- | ----------- | --------------- |
| 1     | Japan       | Yui Kamiji      |
| 2     | Niederlande | Diede de Groot  |
| 3     | Niederlande | Aniek van Koot  |
| 4     | China       | Wang Ziying     |
| 5     | China       | Guo Luoyao      |
| 5     | China       | Li Xiaohui      |
| 5     | China       | Zhu Zhenzhen    |
| 5     | Kolumbien   | Angélica Bernal |

#### Doppel
| Platz | Land        | Spielerinnen                       |
| ----- | ----------- | ---------------------------------- |
| 1     | Japan       | Yui Kamiji Manami Tanaka           |
| 2     | Niederlande | Diede de Groot Aniek van Koot      |
| 3     | China       | Guo Luoyao Wang Ziying             |
| 4     | China       | Li Xiaohui Zhu Zhenzhen            |
| 5     | Japan       | Momoko Ohtani Saki Takamuro        |
| 5     | Südafrika   | Kgothatso Montjane Mariska Venter  |
| 5     | Kolumbien   | Angélica Bernal Zuleinny Rodríguez |
| 5     | Niederlande | Jinte Bos Lizzy de Greef           |

### Quadriplegiker

#### Einzel
| Platz | Land           | Spieler          |
| ----- | -------------- | ---------------- |
| 1     | Niederlande    | Niels Vink       |
| 2     | Niederlande    | Sam Schröder     |
| 3     | Israel         | Guy Sasson       |
| 4     | Türkei         | Ahmet Kaplan     |
| 5     | Brasilien      | Leandro Pena     |
| 5     | Kanada         | Robert Shaw      |
| 5     | Großbritannien | Andrew Lapthorne |
| 5     | Großbritannien | Gregory Slade    |

#### Doppel
| Platz | Land           | Spieler                        |
| ----- | -------------- | ------------------------------ |
| 1     | Niederlande    | Sam Schröder Niels Vink        |
| 2     | Großbritannien | Andrew Lapthorne Gregory Slade |
| 3     | Südafrika      | Donald Ramphadi Lucas Sithole  |
| 4     | Brasilien      | Leandro Pena Ymanitu Silva     |
| 5     | Chile          | Francisco Cayulef Diego Pérez  |
| 5     | Türkei         | Uğur Altınel Ahmet Kaplan      |

## Medaillenspiegel
| Platz | Land           | Gold | Silber | Bronze | Gesamt |
| ----- | -------------- | ---- | ------ | ------ | ------ |
| 1     | Japan          | 3    | 1      | –      | 4      |
| 2     | Niederlande    | 2    | 3      | 1      | 6      |
| 3     | Großbritannien | 1    | 2      | –      | 3      |
| 4     | Argentinien    | –    | –      | 1      | 1      |
| 4     | China          | –    | –      | 1      | 1      |
| 4     | Israel         | –    | –      | 1      | 1      |
| 4     | Spanien        | –    | –      | 1      | 1      |
| 4     | Südafrika      | –    | –      | 1      | 1      |